# Pleuston

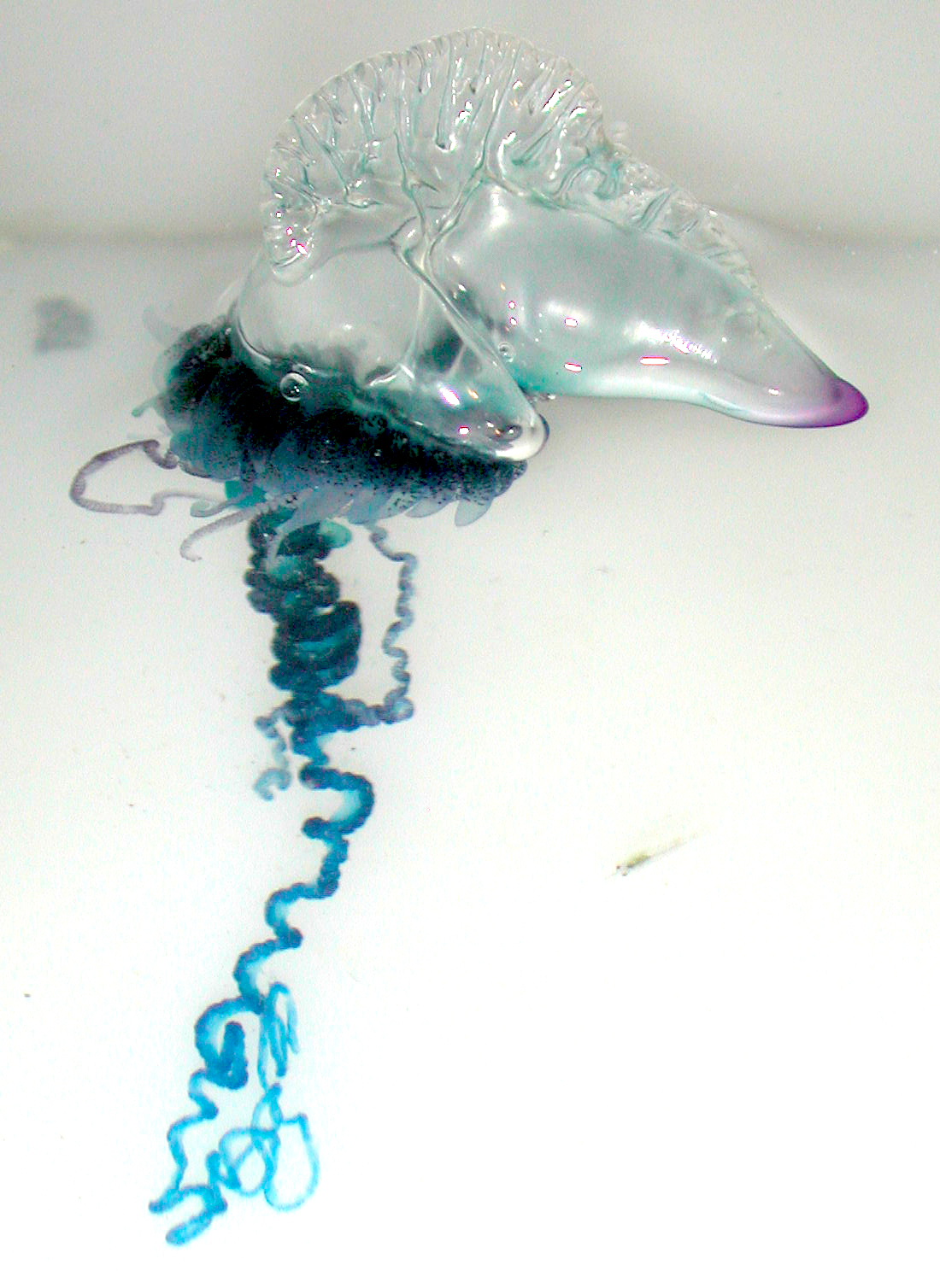
Portugiesische Galeere

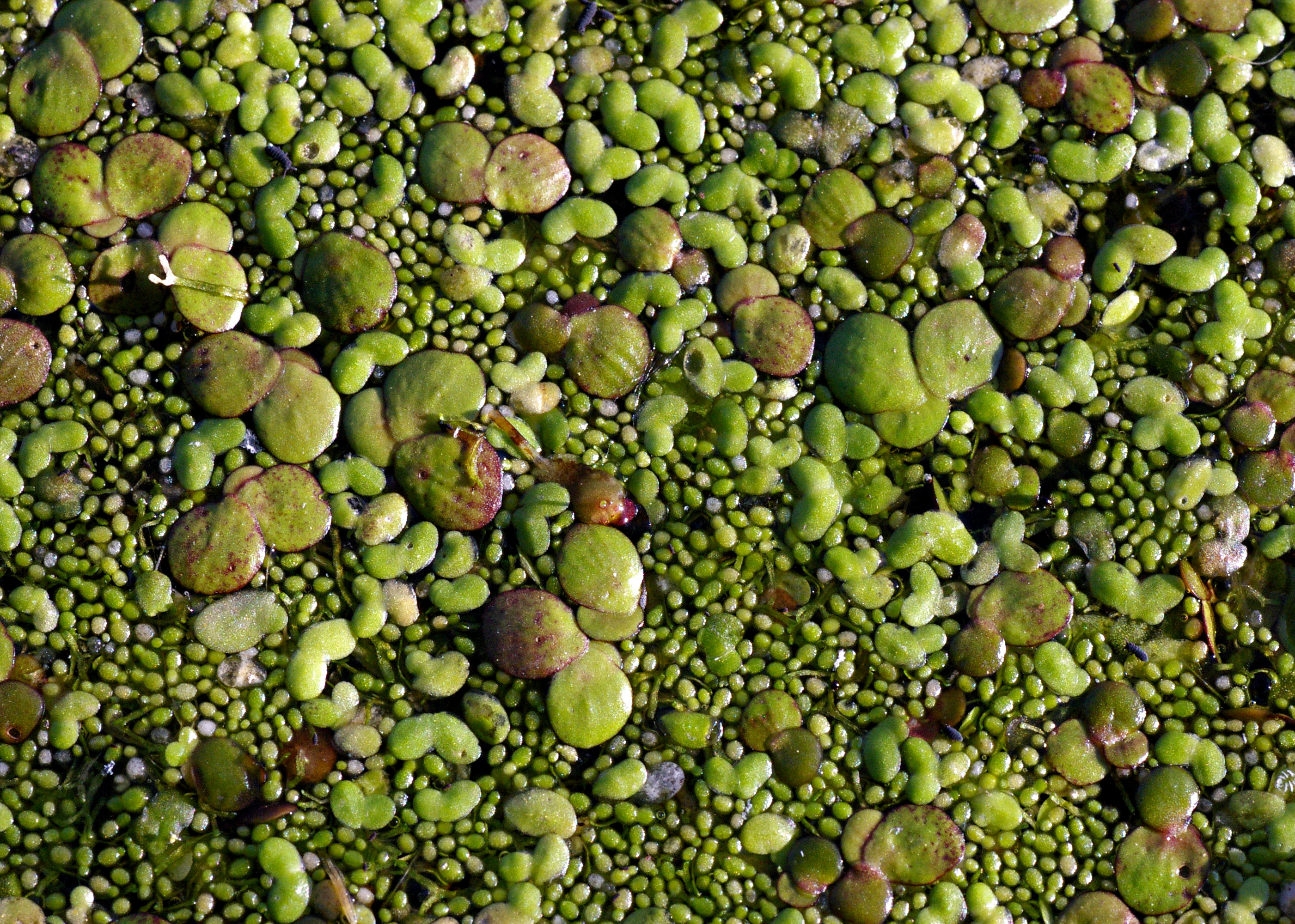
Wasserlinsengesellschaft auf einem Weiher. Nach Größe: Vielwurzelige Teichlinse, Kleine Wasserlinse und Wurzellose Zwergwasserlinse

Das Pleuston (altgriechisch πλευστόν pleuston, deutsch ‚das Segelnde, das Schwimmende‘) ist die Gesamtheit der an oder auf der Wasseroberfläche treibenden größeren Lebewesen. Der Begriff ist eine Analogiebildung zu ‚Plankton‘ („das Umherirrende“) und wurde von Carl Schroeter und Oskar Kirchner 1896 in die Literatur eingeführt.
Da das Pleuston ganz oder teilweise aus dem Wasser ragen kann, wird es im Vergleich zum Plankton stärker vom Wind als von Wasserströmungen verdriftet. Ein typisches Beispiel für einen Pleuston-Vertreter ist die Portugiesische Galeere (Physalia physalis) oder der Wasserläufer (Gerromorpha).
Die Gemeinschaft der an der Wasseroberfläche haftenden Mikroorganismen wird meist als Neuston bezeichnet. Die Abgrenzung zum Pleuston ist in der Fachliteratur jedoch nicht einheitlich.
Nach Angaben von Adolf Steuer differenzierte Ernst Hentschel das Pleuston in:
- Planktopleuston (z. B. treibende Tange, Quallen, Salpen)
- Nektopleuston (z. B. Wale, Fliegende Fische, Schildkröten)
- Pteropleuston (z. B. Seevögel)